# Henry R. Harris

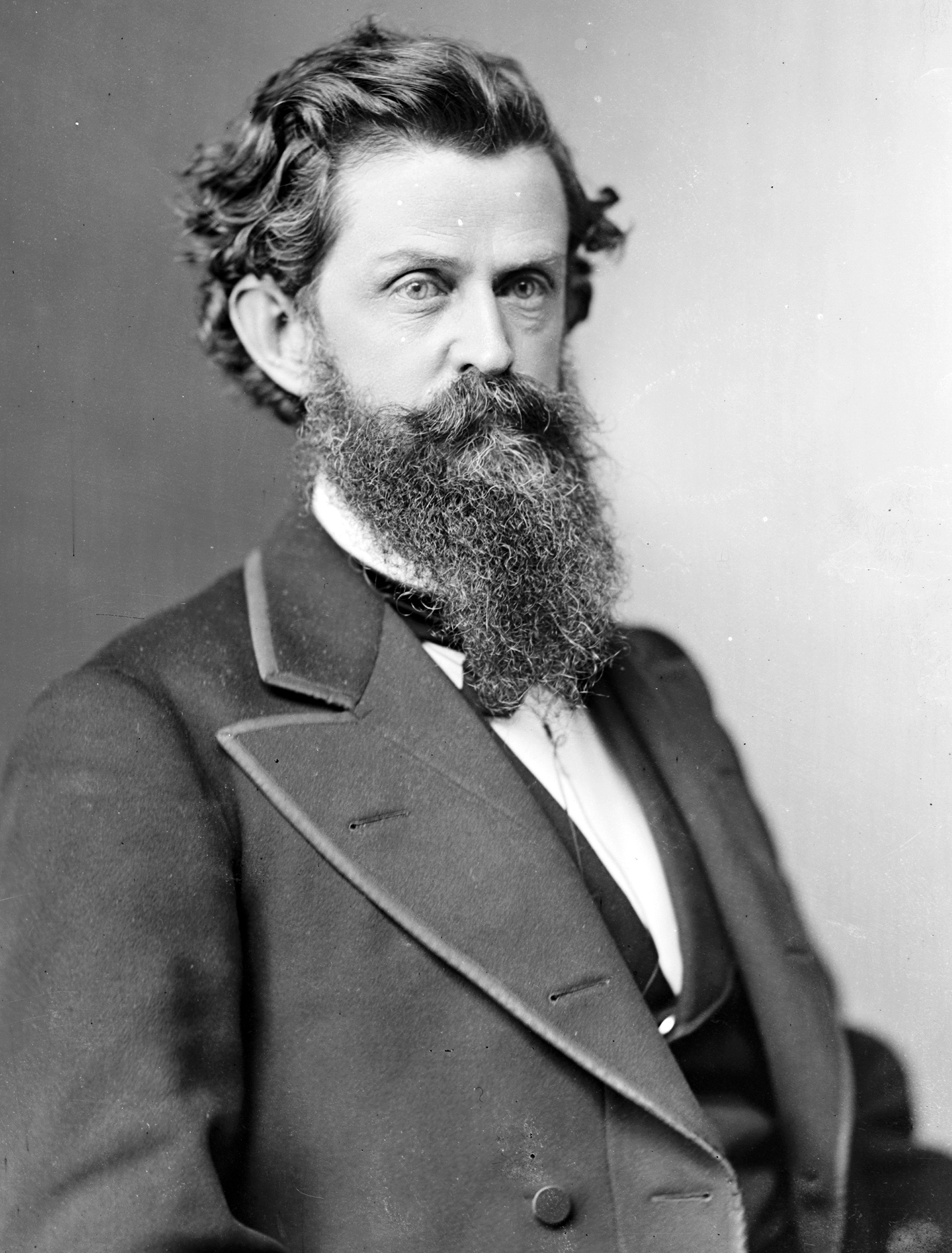
Henry R. Harris

Henry Richard Harris (* 2. Februar 1828 in Sparta, Hancock County, Georgia; † 15. Oktober 1909 in Odessadale, Georgia) war ein US-amerikanischer Politiker. Zwischen 1873 und 1879 sowie nochmals von 1885 bis 1887 vertrat er den Bundesstaat Georgia im US-Repräsentantenhaus.

## Werdegang
Bereits im Jahr 1833 kam Henry Harris nach Greenville im Meriwether County. Er besuchte eine Grundschule in Mount Zion und studierte danach bis 1847 am Emory College in Oxford. Politisch wurde er Mitglied der Demokratischen Partei. Im Jahr 1861 war Harris Delegierter auf einer Versammlung zur Überarbeitung der Verfassung seines Heimatstaates. Während des Bürgerkrieges war er Colonel im Heer der Konföderation.
Bei den Kongresswahlen des Jahres 1872 wurde Harris im vierten Wahlbezirk von Georgia in das US-Repräsentantenhaus in Washington, D.C. gewählt, wo er am 4. März 1873 die Nachfolge von Erasmus W. Beck antrat. Nach zwei Wiederwahlen konnte er bis zum 3. März 1879 drei Legislaturperioden im Kongress absolvieren. Bei den Wahlen des Jahres 1878 unterlag er Henry Persons. Im Jahr 1884 wurde Harris noch einmal in den Kongress gewählt, wo er am 4. März 1885 Hugh Buchanan ablöste. Da er im Jahr 1886 auf eine erneute Kandidatur verzichtete, konnte er bis zum 3. März 1887 nur eine weitere Legislaturperiode im US-Repräsentantenhaus verbringen.
Nach seinem Ausscheiden aus dem Kongress wurde Henry Richards zum Staatssekretär im Postministerium (Third Assistant Postmaster General) ernannt. Dieses Amt bekleidete er zwischen dem 1. April 1887 und dem 18. März 1889. Danach befasste sich Harris unter anderem mit landwirtschaftlichen Angelegenheiten. Er starb am 15. Oktober 1909 in Odessadale und wurde in Greenville beigesetzt.